# Qamichli
Kamychli, Qamichli ou Kameshli (kurde : Qamişlo, arabe : القامشلي Al Qāmišlī, syriaque : ܩܡܫܠܐ Qamišlo ou ܒܝܬ ܙܐܠܝ̈ܢ Beṯ Zālin, turc : Kamışlı) est située au nord-est de la Syrie. Elle est le chef-lieu administratif du district du même nom, dans le gouvernorat de Hassaké.
Sa population était estimée à environ 200 000 habitants en 2003 mais a dû croître fortement depuis le début de la guerre civile syrienne en 2011. La majorité des habitants de la ville est musulmane, dont une part importante est composée de chrétiens arabo-araméens appartenant à l'Église syriaque orthodoxe[réf. nécessaire].

## Étymologie
Le nom de la ville est issu du kurde "qamîş", signifiant "roseau". La ville est traversée par la rivière Jaqjaq, dont les rives abondent de ces plantes. Son nom syriaque, Beṯ Zālin, signifie également "zone de roseaux".

## Géographie
La ville se trouve au nord-est de la Syrie, à la frontière avec la Turquie, juste en face de la ville turque de Nusaybin et à proximité du Kurdistan irakien.

## Histoire
La ville est fondée en 1926 comme arrêt, puis gare importante du chemin de fer menant à Tartous sur la côte. Elle a pour origine des campements de réfugiés chrétiens provenant de Turquie pour échapper au génocide assyrien auxquels se sont agrégés des réfugiés kurdes. Un régiment de troupes coloniales françaises composé d'assyro-chaldéens encadrés par des officiers français y est stationné pour protéger les populations. 

### Guerre civile syrienne
Durant la guerre civile syrienne, la ville et ses environs sont la cible de plusieurs attentats :
- 30 avril 2016 : un kamikaze actionne sa ceinture explosive à un barrage tenu par les Assayech
- 14 mai 2016 : explosion d'un véhicule piégé
- 21 mai 2016 : deux kamikazes font détoner leur ceinture d'explosifs
- 19 juin 2016 : un kamikaze se fait exploser
- 27 juillet 2016 : attentat terroriste de l'État islamique.

En 2021 le poste-frontière de Qamichli, est, avec ceux du gouvernorat de Lattaquié, le seul de la frontière turco-syrienne qui soit encore tenue par les forces armées gouvernementales (mais les Kurdes peuvent rarement la traverser). Le gouvernement de Damas contrôle également l'aéroport et certains bâtiments publics mais, en fait, toute la ville est aux mains de milices kurdes ou chrétiennes assyriennes,.
Cette situation ne va pas sans heurts et rivalités. Une quinzaine de miliciens chrétiens ont été assassinés dans un attentat à la bombe en décembre 2015. La ville est aussi sous quasi embargo turc tandis que ses provisions doivent le plus souvent venir de Turquie. Ponctuellement, des affrontements éclatent entre les forces du régime syrien et les Kurdes des YPG.
En décembre 2024, alors que des groupes pro turcs sont accusés de se préparer à lancer un assaut sur la ville de Kobané près de la frontière turque, des milliers de Syriens manifestent dans Qamichli en soutien aux forces kurdes et contre la Turquie, en brandissant le drapeau de l’indépendance syrienne à trois étoiles, symbole du soulèvement de 2011.

## Transports
La ville est desservie par les Chemins de Fer Syriens et dispose d'un aéroport international, l'aéroport de Kameshli.

## Population
La population de la ville elle-même compte environ 90 000 habitants (et près de 200 000 habitants avec la banlieue). Comme elle se trouve à la frontière turque, sa population s'est rapidement agrandie avec l'arrivée de syriaques ou assyriens fuyant le génocide perpétré par les Turcs, ainsi que des réfugiés arméniens, kurdes ou encore juifs Lakhloukhs (partis dans les années 1950), etc. Les Kurdes sont aujourd'hui[C'est-à-dire ?] largement majoritaires, suivis des arabo-assyriens (chrétiens et musulmans), puis des Arméniens (aujourd'hui[C'est-à-dire ?] au nombre de 8 500 dont 2 000 catholiques). Toutes ces populations vivent en relative bonne intelligence, jusqu'à un grave affrontement en 2004 après un match de football qui oppose Arabes et Kurdes et aboutit à la mort de trente Kurdes, considérés depuis comme « martyrs ». 
Lors de la guerre civile syrienne, le contrôle de la ville passe aux forces kurdes des YPG, puis est partagé en juillet 2012 entre les Kurdes et l'armée du gouvernement syrien, celle-ci ne contrôlant que le centre et l'aéroport, tandis que la communauté chrétienne se protège avec sa propre milice.

## Personnalités liées à la ville
- Michel Dôme, fondateur de la ville sous mandat français en 1926 et avec l'appui de la puissance française, puis son premier maire jusqu'en 1946 (décoré de la Légion d'honneur en 1932, de la Croix de guerre TOE ainsi que du Mérite syrien)
- Salim Barakat, écrivain et poète
- Georgette Barsoum, militante des droits humains, organisatrice de la section locale de l'Union des femmes syriaques à Qamichli
- Sanharib Malki Sabah, footballeur
- Ignace Ephrem II Karim, chef religieux
- Asia Ramazan Antar, membre des Unités de protection de la femme
- Nassrin Abdalla, porte-parole et commandante des Unités de protection de la femme
- Rojda Felat, commandante militaire et féministe révolutionnaire kurde
- Farhad Abdi Shaheen, un commandant militaire kurde-syrien connu sous ses noms cinématiques Shaheen Jilu, Mazloum Kobani et Mazloum Abdi , est un commandant militaire kurde syrien et le commandant en chef des forces armées [a] est issu des Forces démocratiques syriennes .